# آمیگا ۱۲۰۰
آمیگا ۱۲۰۰ (به انگلیسی: Amiga 1200) یا به اختصار A1200 (با نام رمز Channel Z) سومین نسل از رایانه‌های آمیگا بود که توسط شرکت کمودور اینترنشنال تولید گردید و بازار رایانه‌های خانگی را هدف قرار داده بود. این رایانه در تاریخ ۲۱ اکتبر ۱۹۹۲ میلادی و با قیمت پایه ۳۹۹ پوند در بریتانیا و ۵۹۹ دلار در آمریکا به بازار عرضه شد.

## تاریخچه
مانند رایانه آمیگا ۵۰۰، این مدل نیز از طراحی یکپارچه قطعات مختلف (سی پی یو، صفحه کلید و دیسک درایو، همچنین امکان اضافه نمودن یک دیسک سخت ۲٫۵ اینچ داخلی) در یک دستگاه واحد استفاده می‌کرد. ساختار سخت‌افزاری آمیگا ۱۲۰۰ بسیار شبیه ساختار کنسول بازی شرکت کمودور (آمیگا سی‌دی۳۲) است و از نظر فنی این مدل بسیار نزدیک به «آتاری فالکون» می‌باشد که قرار بود در آینده رقیب آمیگا ۱۲۰۰ باشد.
در ابتدای عرضه، فقط تعداد ۳۰۰۰۰ دستگاه آمیگا ۱۲۰۰ در بریتانیا در دسترس بود. در طول اولین سال عرضه محصول، گزارش‌هایی مبنی بر فروش موفق و خوب این مدل دریافت می‌شد اما شرکت کمودور بخاطر مشکلات مالی پس از مدتی (۱۹۹۴) ورشکست گردید. آمار دقیقی از فروش این رایانه در سطح جهان در دسترس نیست، اما طبق آمار قبل از ورشکست شدن کمودور، این سیستم در آلمان حدود ۹۵۰۰۰ دستگاه فروش کرد.
پس از ورشکست شدن شرکت کمودور، عرضه آمیگا ۱۲۰۰ در سطح جهانی متوقف شد، اما پس از مدتی و در سال ۱۹۹۵ میلادی این مدل از طریق شرکت «ایسکام» مجدداً به بازار عرضه شد. آمیگا ۱۲۰۰ عرضه شده توسط ایسکام به مبلع ۳۹۹ پوند قیمت گذاری شده بود و به همراه دو بازی، هفت نرم‌افزار کاربردی و سیستم عامل «آمیگااواس ۳٫۱» (به صورت باندل) وارد بازار شد. آمیگا ۱۲۰۰ در ابتدا به دلیل قیمت بالاتر (حدود ۱۶۰ پوند) نسبت به مدل‌های دیگر خانواده آمیگا در طول دو سال، مورد انتقاد قرار گرفت. این مدل همچنین همراه با یک گرداننده فلاپی دیسک «پی سی» تغییر یافته، انتشار یافت که البته با بعضی از نرم‌افزارهای آمیگا سازگاری نداشت. در نهایت تولید آمیگا ۱۲۰۰ در سال ۱۹۹۶ و به دلیل ورشکستگی کمودور و عدم پشتیبانی، برای همیشه متوقف گردید.

## پیشرفت‌های طراحی
آمیگا ۱۲۰۰ به نسبت مدل‌های قبلی خانواده آمیگا، بهبودهایی را به کاربر عرضه می‌کند، از جمله طراحی ۳۲ بیت، پردازنده مرکزی 68EC020 که سریعتر از مدل ۶۸۰۰۰ است و ۲ مگابایت حافظه رَم استاندارد. یکی از مهمترین پیشرفت‌های این مدل، وجود تراشه «اِی جی اِی» است که باعث افزایش پلت رنگ از ۴۰۹۶ به ۱۶٫۸ میلیون رنگ (قابلیت نمایش ۲۵۶ رنگ همزمان که درحالت گرافیکی HAM به ۲۶۲٬۱۴۴ افزایش پیدا می‌کند) شده است. سخت‌افزار گرافیکی جدید این مدل همچنین با توجه به سرعت حافظه ویدئویی، باعث بهبود در ظرفیت، طراحی و کارایی اسپرایت‌ها شده است. در مقایسه با رایانه آمیگا ۶۰۰، این مدل امکانات گسترش بیشتری را به کاربر ارائه رمی دهد.

## محبوبیت و ایرادها
با وجود پیشرفت‌های این مدل، فروش آمیگا ۱۲۰۰ به خوبی مدل آمیگا ۵۰۰ نبود و باعث شد شرکت کمودور آخرین بودجه‌های خود را قبل از ورشکستگی در سال ۱۹۹۴ بر روی آن سرمایه‌گذاری کند. دلیل اصلی این موضوع، عدم موفقیت آمیگا ۱۲۰۰ در پیشبرد تکنولوژی آمیگا در مقابل رقیبان زمان خود بود (برخلاف کاری که آمیگا ۵۰۰ در زمان خود و در مقابل رقیبانش نمود). تراشه «اِی جی اِی» در واقع یک شکست برای کمودور محسوب می‌شد، ضمن اینکه شرکت کمودور در حال طراحی تولید تراشه جدیدی با رمز AAA بود، اما در نهایت آن‌ها دریافتند که پیشرفت‌های این تراشه جدید بسیار کمتر از تراشه به کار رفته در آمیگا ۱۲۰۰، آمیگا ۴۰۰۰ و آمیگا سی‌دی۳۲ است و به این ترتیب ادامه تولید این تراشه جدید متوقف شد. به دلیل اینکه تراشه «اِی جی اِی» نسبت به رقیبان خود (مخصوصا VGA) برتری خاصی نداشت، باعث شده بود آمیگا دیگر پیشتاز سیستم‌های حاضر در عصر خود نباشد. ضمن اینکه هزینه تولید تراشه اختصاصی آمیگا به نسبت تراشه‌های به کار رفته در رایانه‌های شخصی بسیار بیشتر بود (سخت‌افزار «پی سی» بسیار در دسترس تر بود) و همین موضوع باعث شده بود قیمت نهایی تولید شده آمیگا ۱۲۰۰ گرانتر از سیستم‌های رقیب هم عصر خود در بیاید. تعدادی از مفسران صنعتی اعتقاد داشتند ریزپردازنده ۶۸۰۲۰ برای این سیستم قدیمی بوده و به روز نیست و به جای آن باید از تراشه ۶۸۰۳۰ استفاده می‌شد. ایراد دیگر این بود که آمیگا ۱۲۰۰ قادر به پشتیبانی از دیسک‌های با ظرفیت بالا به صورت داخلی نبود و حتماً باید از گرداننده خارجی استفاده می‌شد یا در نهایت به وسیله هک غیرقابل اطمینان به این امر دست پیدا می‌کرد.
بازار بازی‌های ویدئویی یکی از عوامل اصلی محبوبیت و شهرت آمیگا ۵۰۰ بود و دلیل آن تنوع بسیار زیاد بازی‌ها و پیشرفته بودن سیستم آمیگا ۵۰۰ نسبت به رقیبان زمان خود، و همچنین ارزان‌تر بودن آن نسبت به کنسول‌های بازی نسل چهارم و رایانه‌های آی‌بی‌ام بود. طبق آمار، خرده فروشان بسیار کمی در آمریکای شمالی اقدام به عرضه آمیگا ۱۲۰۰ نمودند. این رایانه همچنین بازتاب بدی در رسانه‌ها به دلیل عدم سازگاری با بسیاری از بازی‌های آمیگا ۵۰۰ داشت. به واسطه فروش کم و عمر کوتاه آمیگا ۱۲۰۰، بازی‌های بسیار کمتری نسبت به مدل‌های قبلی آمیگا، برای این رایانه تولید شد.
آمیگا ۱۲۰۰ زمانی تولید و به بازار عرضه شد که تقریباً پایان دوران رایانه‌های خانگی بود و رایانه‌های شخصی سازگار با آی بی ام به دلیل ارزانی و تکنولوژی‌های نوین به طور فراگیر در حال راه یابی به منازل بودند. شرکت کمودور هرگز به طور رسمی آمار فروش آمیگا ۱۲۰۰ را اعلام نکرد، اما شعبه فرانکفورت کمودور میزان فروش این مدل را در آلمان، ۹۵۰۰۰ دستگاه اعلام کرد. بر طبق احتمالات فروش جهانی آمیگا ۱۲۰۰ باید کمتر از یک میلیون دستگاه بوده باشد.

## اطلاعات فنی

### ریزپردازنده مرکزی و حافظه رَم

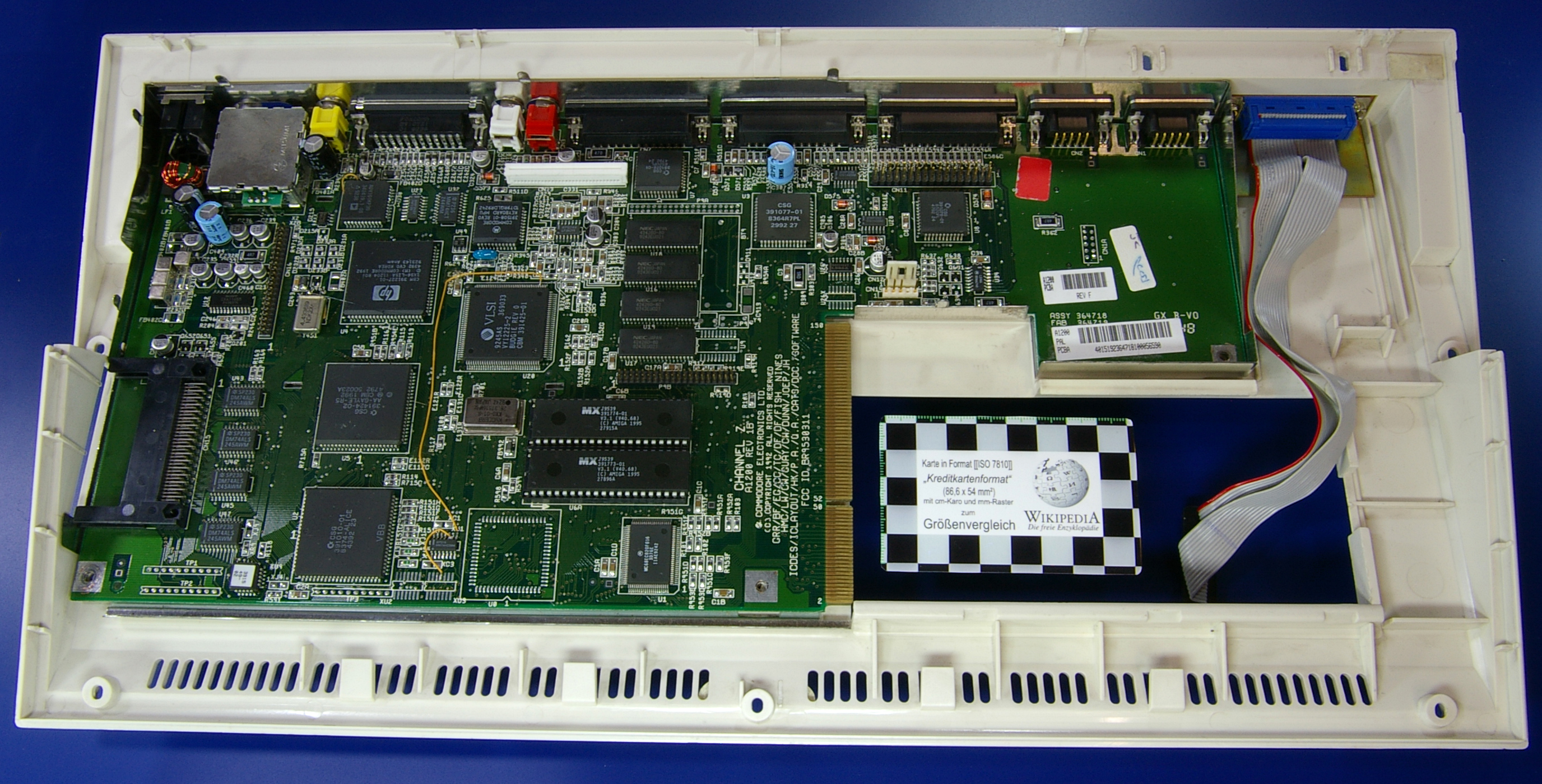
مادربورد آمیگا ۱۲۰۰

آمیگا ۱۲۰۰ دارای یک سی پی یو موتورولا 68EC020 است که مانند تراشه ۶۸۰۰۰ فضای آدرس دهی ۲۴ بیتی دارد و به صورت تئوری قابلیت ساپورت ۱۶ مگابایت حافظه را دارد. آمیگا ۱۲۰۰ دو مگابایت حافظه داخلی به صورت «چیپ رم» دارد (حافظه‌های چیپ رم نمی‌توانند بیشتر از ۲ مگابایت بر روی مادربورد نصب شوند). البته این سیستم قابلیت افزایش حافظه به ۸ مگابایت از طریق «حافظه رم سریع» و درگاه توسعه دریچه‌ای را دارد. کارت‌های ارتقاء سی پی یو که توسط تولیدکنندگان «طرف سوم» تولید می‌شوند امکانات ۶۸۰۲۰, ۶۸۰۳۰, ۶۸۰۴۰, ۶۸۰۶۰ و حتی پاورپی‌سی را برای کاربران فراهم می‌کنند و این ارتقاء‌ها باعث افزایش چشمگیر ظرفیت حافظه تا ۲۵۶ مگابایت هم می‌شود.

### گرافیک و صوت
آمیگا ۱۲۰۰ با تراشه‌های نسل سوم کمودور به نام «اِی جی اِی» که توانایی‌های بهتر گرافیکی را نسبت به مدل‌های قدیمی آمیگا ارائه می‌دادند، عرضه گردید. با این حال سیستم صوتی این رایانه تغییری پیدا نکرد و مانند اولین آمیگای تولید شده (آمیگا ۱۰۰۰) دست نخورده باقی ماند، البته وجود تراشه «اِی جی اِی» این امکان را به سخت‌افزار آمیگا ۱۲۰۰ می‌داد که «سمپل ریت» بالاتری را در هنگام پخش صوت به کاربر ارائه دهد. (با استفاده از حالت گرافیکی اسکن افقی بالاتر تصویر)

### درگاه‌های گسترش و لوازم جانبی

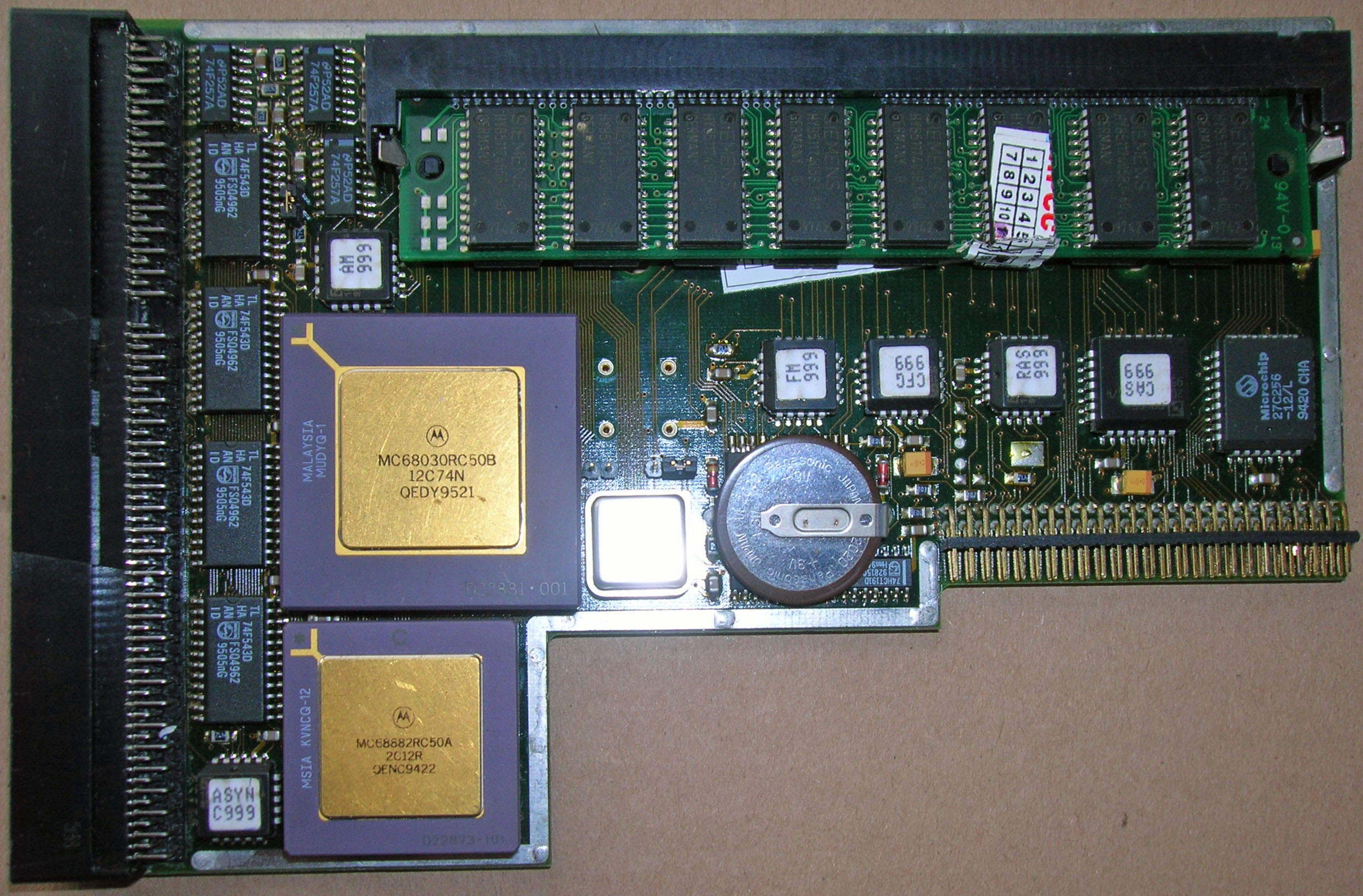
یک بورد شتابدهنده Blizzard 1230 Mk III

مانند مدل‌های قبلی، آمیگا ۱۲۰۰ کانکتورهای سازگار با سری آمیگا را ارائه می‌دهد از جمله: دو درگاه DE9M برای جوی استیک، ماوس و قلم نوری، یک درگاه سریال استاندارد ۲۵ پین RS-232 و یک پورت موازی ۲۵ پین. در نتیجه آمیگا ۱۲۰۰ با بسیاری از لوازم جانبی مدل‌های آمیگا از قبیل فلاپی دیسک‌های خارجی، رابط کاربری میدی و دیجیتایزرهای ویدئویی، سازگاری کامل را دارد.
مانند آمیگا ۶۰۰، این سیستم هم دارای یک شیار PCMCIA Type II و یک رابط کاربری ۴۴ پین داخلی ATA است که هردوی این اسلات بر روی لپ‌تاپ‌ها نیز وجود دارند. آمیگا ۱۲۰۰ همچنین دارای یک محل برای قرارگیری دیسک سخت ۲٫۵ اینچ داخل دستگاه است که با کانکتور ATA در ارتباط است. اینترفیس ۱۶ بیتی PCMCIA Type II اجازه استفاده از بسیاری از لوازم جانبی سازگار و موجود در بازار که برای لپ‌تاپ‌ها تولید می‌شود را می‌دهد که البته نسخه‌های جدیدتر ۳۲ بیتی با آمیگا ۱۲۰۰ ناسازگارند. تعداد زیادی از شرکت‌های تولیدکننده «طرف سوم»s برای این اینترفیس محصولاتی از قبیل کارت‌های ایستا، کنترلرهای «سی‌دی-رام» ، کنترلرهای SCSI، کارت‌های شبکه و دیجیتایزرهای ویدئویی، تولید نمودند. بعد از مدتی هم تعدادی لوازم جانبی لپ‌تاپ برای این اینترفیس ساخته شد مانند: مودم‌های سریال، کارت‌های شبکه باسیم و بدون سیم و آداپتورهای «کامپکت فلش».
علاوه بر موارد ذکر شد آمیگا ۱۲۰۰ دارای یک شیار ۳۲ بیتی گسترش حافظه رَم/سی پی یو و یک قابلیت ویژه با نام «پورت ساعت» می‌باشد. «پورت ساعت» در واقع باقیمانده یک طراحی فراموش شده جهت افزایش حافظه رم داخلی و ساعت بدون وقفه است. مدتی بعد سازندگان «طرف سوم» اقدام به تولید مجموعه‌ای از آرایه‌های قابل توسعه برای این قابلیت نمودند، از جمله: کارت‌های ورودی/خروجی، کارت‌های صدا و حتی کنترلرهای «یو اس بی».
یکی از مشکلات مهم در گسترش و ارتقاء آمیگا ۱۲۰۰، محدودیت ۲۳ وات «جعبه تأمین نیروی» سیستم می‌باشد. دیسک‌های سخت و حتی فلاپی دیسک‌ها با ایجاد شوک و فشار به جعبه تأمین نیروی دستگاه، می‌توانند منجر به بی‌ثباتی در عملکرد سیستم شوند. این مشکل می‌تواند با جایگزینی جعبه نیروی اورجینال دستگاه با نمونه قدرتمندتر آن، تا حدودی کاهش یابد.
یکی از دلایل مشهور شدن آمیگا قابلیت «ماد» کردن سیستم بود (ماد کردن اصطلاحی است که برای تعییرات غیررسمی بر روی نرم‌افزار یا سخت‌افزار رایانه توسط کاربران به کار می‌رود). کاربر آمیگا ۱۲۰۰ اگر بخواهد قابلیت‌های گسترش دستگاه خود را افزایش دهد، می‌تواند کیس اورجینال دستگاه را با یک کیس جایگزین و جادار تعویض نماید. بسیاری از شرکت سازنده «طرف سوم» اقدام به طراحی مجموعه ابزاری کردند که آمیگا ۱۲۰۰ را قادر به استفاده از کیت‌های گسترش زیادی می‌کند، این کیت‌ها اجازه استفاده از صفحه کلیدهای PC AT، اتاقک‌های قرارگیری دیسک سخت، گرداننده‌های سی دی-رام و شیارهای توسعه PCI و «زورو ۲» و «زورو ۳» را به کاربران می‌دهد.
رایانه‌های آمیگا ۱۲۰۰ اصلاح شده که توسط شرکت «ایسکام» تولید شده بودند، از گرداننده‌های ظرفیت بالای فلاپی «پی سی» استفاده می‌کردند که البته برای سازگاری با دیسک‌های آمیگا، دانگرید شده بودند. با تمام این احوال همچنان عدم سازگاری بین این مدل‌ها و بعضی از نرم‌افزارهای آمیگا ۱۲۰۰ به چشم می‌خورد. البته شرکت ایسکام مدتی بعد یک برد سخت‌افزاری را برای حل این مشکل دارندگان آمیگا ۱۲۰۰ عرضه نمود.

### سیستم عامل
اولین نسل از سری آمیگا ۱۲۰۰ همراه با رابط گرافیکی کاربری «ورک بنچ ۳٫۰» و «کیک استارت ۳٫۰» منتشر شدند که به عنوان سیستم عامل استاندارد «تک کاربره» عمل می‌کرد. بعد از مدتی شرکت ایسکام و تکنولوژی آمیگا، مدل‌های جدید آمیگا ۱۲۰۰ را با «ورک بنچ ۳٫۱» و «کیک استارت ۳٫۱» (آمیگااواس ۳٫۱) را عرضه کردند، البته مدل‌های اولیه نیز قابل ارتقاء به آمیگااواس ۳٫۱ بودند. آمیگااواس ۳٫۵ و ۳٫۹ نیز که پس از مدتی منتشر شدند کاملاً با آمیگا ۱۲۰۰ سازگاری داشتند. (نیاز به کیک استارت ۳٫۱)
آمیگااواس ۴٫۰ که در اصل یک سیستم عامل «پاور پی سی» است نیز می‌تواند توسط رایانه‌های آمیگا ۱۲۰۰ که دارای برد Blizzard PPC PowerPC هستند، مورد استفاده قرار بگیرد. از دیگر سیستم عامل‌هایی که می‌توانند توسط این سخت‌افزار مورد استفاده قرار بگیرند، می‌توان به «مورف اواس» اشاره کرد.
همچنین تعدادی از سیستم عامل‌های مستقل مانند «لینوکس»، «بی‌اس‌دی» و «آروس» نیز بر روی آمیگا ۱۲۰۰ قابل استفاده هستند.

### مشخصات
| ویژگی                   | مشخصات |
| ----------------------- | --- |
| واحد پردازش مرکزی       | موتورولا 68EC020 در سرعت ۱۴٫۳۲ مگاهرتز (ان تی اس سی) یا ۱۴٫۱۸ مگاهرتز (پال) |
| حافظه رَم                | ۲ مگابایت به صورت تراشه چیپ رَم قابل ارتقاء به: - ۸ مگابایت از طریق شیار توسعه (بدون ارتقاء سی پی یو) - ۲۵۶ مگابایت از طریق شیار توسعه (همراه با ارتقاء سی پی یو) - ۴ مگابایت از طریق شیار PCMCIA                                                                                   |
| حافظه رام               | ۵۱۲ کیلوبایت کیک استارت رام |
| چیپ ست                  | «ای جی ای» (AGA) |
| ویدئو                   | پلت رنگ ۲۴ بیتی (۱۶٫۸ میلیون رنگ) نمایش حداکثر ۲۵۶ رنگ همزمان در حالت‌های خاص نمایش ۲۶۲٬۱۴۴ رنگ همزمان در حالت گرافیکی HAM-8 - ۳۲۰×۲۰۰ به ۱۲۸۰×۴۰۰i (ان تی اس سی) - ۳۲۰×۲۵۶ به ۱۲۸۰×۵۱۲i (پال) - ۶۴۰×۴۸۰ (وی جی ای) - ۸۰۰×۶۰۰i یا ۱۰۲۴×۷۶۸i (به طور رسمی این رزولوشن ساپورت نمی‌شود) |
| صدا                     | ۴ کانال ۸ بیت PCM (دو کانال استریو) ۲۸ الی ۵۶ کیلوهرتز حداکثر سمپل ریت بستگی به حالت گرافیکی سیستم دارد. |
| فضای ذخیره‌سازی داخلی    | محل نصب گرداننده دیسک سخت ۲٫۵ اینچ IDE |
| حافظه ذخیره‌سازی جداشدنی | گرداننده فلاپی دیسک ۳٫۵ اینچ (۱٫۷۶ مگابایت) |
| درگاه‌های صوتی/تصویری    | خروجی آنالوگ آرجی‌بی ویدئو (DB-23M) ۲ خروجی صوت (رابط آرسی‌ای) خروجی ویدئوی کامپوزیت (رابط آرسی‌ای) خروجی صدا و تصویر برای تلویزیون (رابط آرسی‌ای) |
| درگاه‌های ورودی/خروجی    | دو عدد درگاه ورودی ماوس و جوی استیک (DE9) درگاه سریال RS-232 درگاه موازی (DB-25F) درگاه گرداننده فلاپی دیسک (DB-23F) کنترل کننده ATA داخلی ۴۴ پین |
| شیارهای توسعه           | ۴ درگاه توسعه ۱۵۰ پین (دریچه‌ای) شیار ۲۲ پین موسوم به clockport شیار ۱۶ بیتی Type II PCMCIA |
| سیستم عامل              | آمیگااواس ۳٫۰/۳٫۱ (کیک‌استارت ۳٫۰/۳٫۱ و رابط کاربری گرافیکی «ورک بنچ» ۳٫۰/۳٫۱) |
| ابعاد فیزیکی دستگاه     | ۴۷۰ × ۲۴۱ × ۷۶٫۲ میلی‌متر (عرض، پهنا، ارتفاع) وزن: ۳٫۶ کیلوگرم |
| متفرقه                  | صفحه کلید کامل با ۹۶ کلید (به همراه ۱۰ کلید کاربردی) |

## باندل نرم‌افزاری
تعدادی از نرم‌افزارهای آمیگا به صورت یک مجموعه رسمی همراه با سیستم آمیگا ۱۲۰۰ به فروش رفتند، از جمله نرم‌افزار گرافیکی «دلوکس پینت ۴» نسخه AGA و نرم‌افزار ویرایش متن «فاینال کپی». تعدادی از آمیگاهای تولیدی شرکت «ایسکام» نیز به صورت باندل و همراه با نرم‌افزارهایی مانند «اسکالا» (نرم‌افزار ویرایش مولتی مدیا)، نرم‌افزار ویرایش متن Wordworth و بازی‌هایی مانند «پین بال مانیا» و Whizz، عرضه گردیدند.
در بریتانیا باندلی از آمیگا ۱۲۰۰ به بازار آمد که به نام «دینامیت رومیزی» شناخته می‌شد، این مجموعه شامل «ورک بنچ ۳٫۰»، «دلوکس پینت ۴» نسخه AGA، نرم‌افزار ویرایش متن Wordworth و دو بازی «اسکار» و «دنیس» بود.

## همسنگ‌های انگلیسی
1. ↑  Atari Falcon
2. ↑  Escom
3. ↑  PC floppy disk drive
4. ↑  AGA
5. ↑  video memory
6. ↑  sprite
7. ↑  Amiga Advanced Graphics Architecture
8. ↑  PC
9. ↑  high-density floppy disks
10. ↑  Amiga Chip RAM
11. ↑  Sampling rate
12. ↑  third-party developer
13. ↑  Static random-access memory
14. ↑  CompactFlash
15. ↑  32-bit CPU/RAM expansion slot
16. ↑  Clock port
17. ↑  real time clock
18. ↑  I/O cards
19. ↑  power supply
20. ↑  Modding
21. ↑  Zorro III
22. ↑  Workbench 3.0
23. ↑  Kickstart 3.0
24. ↑  Expansion slots
25. ↑  Deluxe Paint
26. ↑  Final Copy
27. ↑  Scala
28. ↑  Pinball Mania
29. ↑  Desktop Dynamite